# Дрю, Сара
Сара Дрю (англ. Sarah Drew, род. 1 октября 1980) — американская актриса, наиболее известная по роли доктора Эйприл Кэпнер в телесериале «Анатомия страсти».

## Биография
Сара Дрю родилась в Шарлотсвилле, а выросла в Стони Брук, Нью-Йорк. Будучи школьницей она начала карьеру как актриса озвучивания, работая в мультсериале «Дарья». В 2002 году она окончила Виргинский университет со степенью бакалавра изобразительных искусств и в последующие годы активно появлялась в кино и на телевидении.
Дрю дебютировала на сцене в постановке «Ромео и Джульетта» в 2001 году, а в 2003 году получила роль в бродвейском мюзикле «Винсент в Брикстоне». После роли в кинофильме «Радио» (2003), Дрю снялась в сериале «Любовь вдовца» в 2004—2006 годах. Она также появилась в нескольких эпизодах сериала «Безумцы» в 2008—2009 годах, а в дополнение к этому была гостем во многих других шоу, включая «Закон и порядок: Специальный корпус», «Частная практика» и «Касл».
В начале 2009 году Шонда Раймс взяла Дрю в свой пилот «Внутри коробки», который не был реализован в качестве регулярного сериала. Это привело её к тому, что Раймс в том же году взяла актрису на роль доктора Эйприл Кэпнер в свой сериал «Анатомия страсти». После появления в периодическом статусе в шестом, Дрю была введена в основной актёрский ансамбль сериала начиная с седьмого сезона.
С июня 2002 года Дрю замужем за лектором Калифорнийского университета в Лос-Анджелесе Питером Лэнфером. У супругов есть двое детей — сын Мика Эммануэль Лэнфер (род. 18.01.2012) и дочь Ханна Мэли Роуз Лэнфер (род.03.12.2014).

## Фильмография

### Телевидение
| Год         | Название на русском                 | Название на английском            | Роль                 | Примечания                                                   |
| ----------- | ----------------------------------- | --------------------------------- | -------------------- | ------------------------------------------------------------ |
| 1997—2001   | Дарья                               | Daria                             | Стейси Роу           | Озвучивание, 26 эпизодов                                     |
| 2000        | А скоро осень?                      | Is It Fall Yet?                   | Стейси Роу           | Озвучивание                                                  |
| 2002        | А скоро колледж?                    | Is It College Yet?                | Стейси Роу           | Озвучивание                                                  |
| 2004        | Чудопад                             | Wanderfalls                       | Бьянка Ноулз         | 1 эпизод                                                     |
| 2004—2006   | Любовь вдовца                       | Everwood                          | Ханна Роджерс        | Регулярная роль, 38 эпизодов                                 |
| 2006        | Детектив Раш                        | Cold Case                         | Дженни               | 1 эпизод                                                     |
| 2007        |                                     | Reinventing the Wheelers          | Бекки Коннер         | Пилот                                                        |
| 2007        | Закон и порядок: Специальный корпус | Law & Order: Special Victims Unit | Бекка Райс           | 1 эпизод                                                     |
| 2008        | Медиум                              | Medium                            | Сьюзи Кинер          | 2 эпизода                                                    |
| 2008        | Избалованные                        | Privileged                        | Кэрин                | 1 эпизод                                                     |
| 2008—2009   | Частная практика                    | Private Practice                  | Джуди                | 2 эпизода                                                    |
| 2009        | Внутри коробки                      | Inside the Box                    | Молли                | Пилот                                                        |
| 2009        | Касл                                | Castle                            | Хлоя Ричардсон       | 1 эпизод                                                     |
| 2009        | 4исла                               | Numb3rs                           | Пайпер Сент Джон     | 1 эпизод                                                     |
| 2009        | В простом виде                      | In Plain Sight                    | Рэйчел Розенцвейг    | 1 эпизод                                                     |
| 2008—2009   | Безумцы                             | Mad Men                           | Китти Романо         | 4 эпизода                                                    |
| 2009        | Хор                                 | Glee                              | Сьюзи Пеппер         | 1 эпизод                                                     |
| 2010        | Сверхъестественное                  | Supernatural                      | Нора                 | 1 эпизод                                                     |
| 2010        | Больница Майами                     | Miami Medical                     | Эмили                | 1 эпизод                                                     |
| 2009 — 2019 | Анатомия страсти                    | Grey’s Anatomy                    | Доктор Эйприл Кэпнер | Повторяющийся состав (сезон 6) Регулярный состав (сезон 7 —) |
| 2021        | Жестокое лето                       | Cruel Summer                      | мать Джанетт Тернер  | Регулярная роль                                              |

### Фильмы
| Год  | Название на русском        | Название на английском | Роль          | Примечания             |
| ---- | -------------------------- | ---------------------- | ------------- | ---------------------- |
| 2003 | Радио                      | Radio                  | Мэри Элен     |                        |
| 2005 | Бакстер                    | The Baxter             | Серена        |                        |
| 2006 | Заперто наверху            | Locked Upstairs        | Джо           | Короткометражный фильм |
| 2007 | Скрипка                    | The Violin             | Джудит        | Короткометражный фильм |
| 2007 | Американское прошлое       | American Pastime       | Кэти Баррелл  |                        |
| 2008 | Необыкновенное путешествие | Wieners                | Карен         |                        |
| 2008 | Перед классом              | Front of the Class     | Нэнси Лазарис | Телефильм              |
| 2010 | Буксир                     | Tug                    | Ариэль        |                        |
| 2014 | Ночь отдыха для мам        | Mom’s Night Out        | Эллисон       |                        |